# Manuel de Jaén
Manuel de Jaén (Jaén; 6 de abril de 1676-Valladolid; 11 de noviembre de 1739) fue un sacerdote capuchino, misionero popular y escritor ascético español. 

## Biografía
En 1697 vistió el hábito de San Francisco en el convento de Alcalá de Henares, perteneciente a la provincia capuchina de Castilla y recibió la ordenación sacerdotal en 1704. Fue superior de algunos conventos, pero su principal actividad era la predicación, sobre todo de misiones populares, recorriendo en ese apostolado numerosos pueblos de Toledo, Castilla la Nueva, León, Valladolid y, singularmente, la comarca de Tierra de Campos. Tenía una gracia y estilo peculiar en su predicación, a la que acudía tan gran concurso de gente, que se veía obligado a predicar en las plazas. Brilló además por sus virtudes, por su amor a la oración, al retiro, a la observancia regular, y por su constancia en el trabajo. 
Fue autor de una Instrucción utilíssima y fácil para confessar, particular y generalmente y para prepararse y recibir la sagrada Comunión, con numerosas reediciones.